# Hansol Korea Open Tennis Championships
Hansol Korea Open — жіночий міжнародний професійний тенісний турнір  міжнародної категорії, що проводиться під егідою WTA з 2004 року в корейському місті Сеулі на хардових кортах. Від 2009 року належить до WTA International з призовим фондом 250 тисяч доларів і турнірною сіткою, розрахованою на 32 учасниці в одиночному розряді і 16 пар.
2022 року відбувся також чоловічий турнір.

## Загальна інформація
Турнір організовано напередодні сезону-2004, коли закрився турнір WTA в Лейпцигу. Звільнену ліцензію передали Корейській тенісній асоціації, яка створила власне змагання. Місцем проведення турніру став Тенісний центр в Олімпійському парку в Сеулі.
Змагання швидко набуло популярності і нині є одним з найсильніших за складом азійських турнірів своєї категорії.
Переможниці та фіналістки
Одиночний турнір підкорявся двом тенісисткам, яким за свою кар'єру вдалося очолювати рейтинг-лист WTA: Марія Шарапова завоювала титул до дебюту в цьому статусі, а Вінус Вільямс - після. Тільки одній тенісистці вдалося зіграти у вирішальному матчі за титул двічі: Марія Кириленко спочатку поступилася у фінальній грі Вінус Вільямс, а потім завоювала титул, обігравши Саманту Стосур.
П'ять разів грала в фіналі парного турніру тайванська китаянка Чжуан Цзяжун (причому вона грала в перших п'яти вирішальних іграх в історії турніру) і тричі завоювала титул. По два титули на рахунку двох її співвітчизниць - Чжань Юнжань і Сє Шувей, а також іспанки Лари Арруабаррени-Весіно, яка 2016 року перемогла ще й в одиночному розряді. У 2011 році південноафриканка Наталі Грандін саме в Сеулі виграла свій перший парний титул подібного рівня. До того фіналу вона десять разів поступалася у вирішальних матчах. Найбільші успіхи місцевих тенісисток також припадають на парний турнір: Чон Мі Ра і Чо Юн Чон завоювали найперший титул в історії змагання.

## Фінали

### Чоловіки, одиночний розряд
| Рік  | Чемпіон          | Фіналіст        | Рахунок       |
| ---- | ---------------- | --------------- | ------------- |
| 2022 | Йосіхіто Нісіока | Денис Шаповалов | 6–4, 7–6(7–5) |

### Жінки, одиночний розряд
| Рік         | Чемпіонка                                           | Фіналістка                                          | Рахунок                                             |
| ----------- | --------------------------------------------------- | --------------------------------------------------- | --------------------------------------------------- |
| 2004        | Марія Шарапова                                      | Марта Домаховська                                   | 6–1, 6–1                                            |
| 2005        | Ніколь Вайдішова                                    | Єлена Янкович                                       | 7–5, 6–3                                            |
| 2006        | Елені Даніліду                                      | Сугіяма Ай                                          | 6–3, 2–6, 7–6(7–3)                                  |
| 2007        | Вінус Вільямс                                       | Марія Кириленко                                     | 6–3, 1–6, 6–4                                       |
| 2008        | Марія Кириленко                                     | Саманта Стосур                                      | 2–6, 6–1, 6–4                                       |
| 2009        | Кіміко Дате-Крумм                                   | Анабель Медіна Ґарріґес                             | 6–3, 6–3                                            |
| 2010        | Аліса Клейбанова                                    | Клара Закопалова                                    | 6–1, 6–3                                            |
| 2011        | Марія Хосе Мартінес Санчес                          | Галина Воскобоєва                                   | 7–6(7–0), 7–6(7–2)                                  |
| 2012        | Каролін Возняцкі                                    | Кая Канепі                                          | 6–1, 6–0                                            |
| 2013        | Агнешка Радванська                                  | Анастасія Павлюченкова                              | 6–7(6–8), 6–3, 6–4                                  |
| 2014        | Кароліна Плішкова                                   | Варвара Лепченко                                    | 6–3, 6–7(5–7), 6–2                                  |
| 2015        | Ірина-Камелія Бегу                                  | Олександра Соснович                                 | 6–3, 6–1                                            |
| 2016        | Лара Арруабаррена                                   | Моніка Нікулеску                                    | 6–0, 2–6, 6–0                                       |
| 2017        | Олена Остапенко                                     | Беатріс Аддад Майя                                  | 6–7(5-7), 6–1, 6–4                                  |
| 2018        | Кікі Бертенс                                        | Айла Томлянович                                     | 7–6(7–2), 4–6, 6–2                                  |
| 2019        | Кароліна Мухова                                     | Магда Лінетт                                        | 6–1, 6–1                                            |
| 2020        | Не проводився через пандемію коронавірусної хвороби | Не проводився через пандемію коронавірусної хвороби | Не проводився через пандемію коронавірусної хвороби |
| ↓ WTA 125 ↓ |                                                     |                                                     |                                                     |
| 2021        | Чжу Лінь                                            | Крістіна Младенович                                 | 6–0, 6–4                                            |
| ↓ WTA 250 ↓ |                                                     |                                                     |                                                     |
| 2022        | Катерина Олександрова                               | Олена Остапенко                                     | 7–6(7–4), 6–0                                       |
| 2023        | Джессіка Пегула                                     | Юань Юе                                             | 6–2, 6–3                                            |
| ↓ WTA 500 ↓ |                                                     |                                                     |                                                     |
| 2024        | Беатріс Аддад Мая                                   | Дарія Касаткіна                                     | 1–6, 6–4, 6–1                                       |

### Чоловіки, парний розряд
| Рік  | Чемпіони                      | Фіналісти                                   | Рахунок  |
| ---- | ----------------------------- | ------------------------------------------- | -------- |
| 2022 | Равен Класен Натаніел Ламмонс | Ніколас Баррієнтос Мігель Ангел Реєс-Варела | 6–1, 7–5 |

### Жінки, парний розряд
| Рік         | Чемпіонки                                           | Фіналістки                                          | Рахунок                                             |
| ----------- | --------------------------------------------------- | --------------------------------------------------- | --------------------------------------------------- |
| 2004        | Чон Мі Ра Чо Юн Чун                                 | Чжуан Цзяжун Сє Шувей                               | 6–3, 1–6, 7–5                                       |
| 2005        | Чжань Юнжань Чжуан Цзяжун                           | Джилл Крейбас Наталі Грандін                        | 6–2, 6–4                                            |
| 2006        | Вірхінія Руано Паскуаль Паола Суарес                | Чжуан Цзяжун Маріана Діас-Оліва                     | 6–2, 6–3                                            |
| 2007        | Чжуан Цзяжун (2) Сє Шувей                           | Елені Даніліду Ясмін Вер                            | 6–2, 6–2                                            |
| 2008        | Чжуан Цзяжун (3) Сє Шувей (2)                       | Віра Душевіна Марія Кириленко                       | 6–3, 6–0                                            |
| 2009        | Чжань Юнжань (2) Абігейл Спірс                      | Карлі Галліксон Ніколь Кріз                         | 6–3, 6–4                                            |
| 2010        | Юлія Ґерґес Полона Герцог                           | Наталі Грандін Владіміра Углірова                   | 6–3, 6–4                                            |
| 2011        | Наталі Грандін Владіміра Углірова                   | Віра Душевіна Галина Воскобоєва                     | 7–6(7–5), 6–4                                       |
| 2012        | Ракель Копс-Джонс Абігейл Спірс (2)                 | Акгул Аманмурадова Ваня Кінґ                        | 2–6, 6–2, [10–8]                                    |
| 2013        | Чжань Цзіньвей Сю Іфань                             | Ракель Копс-Джонс Абігейл Спірс                     | 7–5, 6–3                                            |
| 2014        | Лара Арруабаррена Ірина-Камелія Бегу                | Мона Бартель Манді Мінелла                          | 6–3, 6–3                                            |
| 2015        | Лара Арруабаррена (2) Андрея Клепач                 | Кікі Бертенс Юганна Ларссон                         | 2–6, 6–3, [10–6]                                    |
| 2016        | Юганна Ларссон Кірстен Фліпкенс                     | Акіко Омае Пеангтарн Пліпуеч                        | 6–2, 6–3                                            |
| 2017        | Кікі Бертенс Юганна Ларссон (2)                     | Луксіка Кумхум Пеангтарн Пліпуеч                    | 6–4, 6–1                                            |
| 2018        | Choi Ji-hee Han Na-lae                              | Hsieh Shu-ying Сє Шувей                             | 6–3, 6–2                                            |
| 2019        | Лара Арруабаррена (3) Татьяна Марія                 | Гейлі Картер Луїза Стефані                          | 7–6(9–7), 3–6, [10–7]                               |
| ↓ WTA 125 ↓ |                                                     |                                                     |                                                     |
| 2020        | Не проводився через пандемію коронавірусної хвороби | Не проводився через пандемію коронавірусної хвороби | Не проводився через пандемію коронавірусної хвороби |
| 2021        | Choi Ji-hee (2) Han Na-lae (2)                      | Валентіні Грамматікопулу Яні Река Луца              | 6–4, 6–4                                            |
| ↓ WTA 250 ↓ |                                                     |                                                     |                                                     |
| 2022        | Крістіна Младенович Яніна Вікмаєр                   | Ейжа Мугаммад Сабріна Сантамарія                    | 6–3, 6–2                                            |
| 2023        | Маріє Боузкова Бетані Маттек-Сендс                  | Луксіка Кумхум Пеангтарн Пліпич                     | 6–2, 6–1                                            |
| ↓ WTA 500 ↓ |                                                     |                                                     |                                                     |
| 2024        | Ніколь Меліхар Людмила Самсонова                    | Като Мію Чжан Шуай                                  | 6–1, 6–0                                            |